# Schizopygopsis thermalis
Schizopygopsis thermalis är en fiskart som beskrevs av Herzenstein, 1891. Schizopygopsis thermalis ingår i släktet Schizopygopsis och familjen karpfiskar. Inga underarter finns listade i Catalogue of Life.